# Grant Gondrezick
Grant William Gondrezick (Boulder, 19 gennaio 1963 – Stevensville, 7 gennaio 2021) è stato un cestista statunitense, professionista nella NBA, in Europa e in Argentina.
Era il fratello di Glen Gondrezick e il padre di Kysre Gondrezick.

## Carriera
Venne selezionato dai Phoenix Suns al quarto giro del Draft NBA 1986 (77ª scelta assoluta).

## Palmarès
- 2 volte campione USBL (1992, 1993)